# Lucy Cranwell
Pour le village anglais, voir Cranwell. Pour l'écrivaine argentine, voir Elizabeth Azcona Cranwell.
Lucy May Cranwell, née le 7 août 1907 à Henderson (Nouvelle-Zélande) et morte le 8 juin 2000 à Tucson (Arizona), est une botaniste néo-zélandaise à l'origine de travaux novateurs en palynologie.
Elle est nommée conservatrice de la section botanique au musée d'Auckland en 1929, alors qu'elle est âgée de 21 ans. En plus de son travail sur des échantillons de pollen anciens, elle est chargée d'encourager la passion pour la botanique chez les enfants d'Auckland.

## Biographie

### Jeunesse et études
Cranwell naît à Henderson, dans la banlieue d'Auckland, en Nouvelle-Zélande, le 7 août 1907. Elle grandit dans une propriété comptant un verger, au confluent des ruisseaux Opanuku et Oratia,. Elle est fortement influencée par sa mère, sensible à l'art et soucieuse de la conservation de la nature.  Il est parfois suggéré que Cranwell aurait hérité des racines cornouaillaises de sa mère les aspects imprévisibles de son esprit intrépide et aventureux. Son père est un pépiniériste de formation qui a planté un grand verger sur la propriété familiale. Elle fréquente l'école publique d'Henderson, puis l'Epsom Girls Grammar School. Elle entre à l'université d'Auckland en 1925 où elle entreprend un Bachelor mêlant langue anglaise et botanique, suivi d'une maîtrise en botanique avec une thèse sur les épiphytes des chaînes Waitākere. Elle obtient son diplôme de maîtrise en 1929.
Au cours de ses études universitaires, elle développe une passion pour le tramping et acquiert la réputation de marcheuse la plus forte et la plus rapide du University Field Club. Son intérêt pour la nature sauvage néo-zélandaise lui est d'une grande utilité lors des excursions botaniques qu'elle entreprend, le plus souvent avec une amie, elle aussi étudiante en botanique, Lucy Moore (en), dans diverses régions reculées du pays.

### Carrière au musée d'Auckland

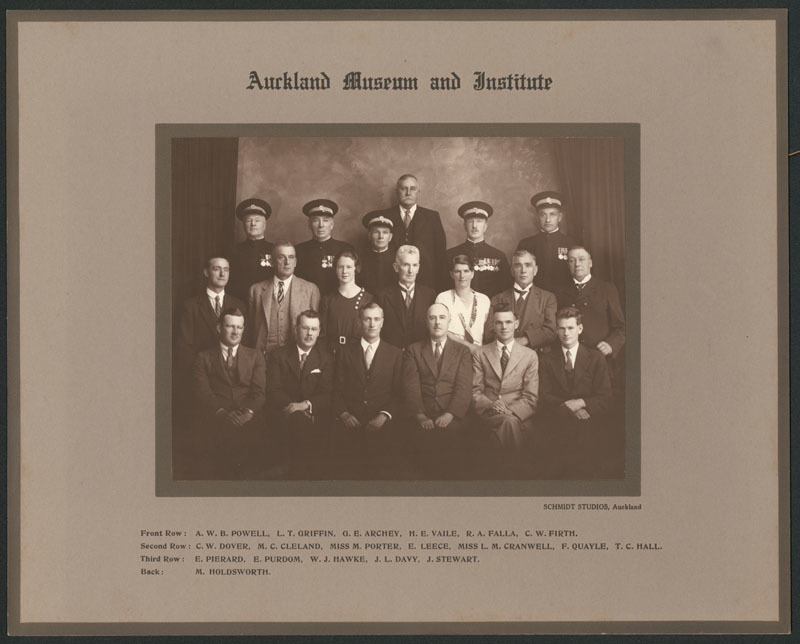
Lucy Cranwell, troisième en partant de la droite dans la rangée du milieu, dans un portrait de groupe du personnel du musée d'Auckland vers les années 1930

En avril 1929, quelques semaines seulement après qu'elle a obtenu sa maîtrise, le directeur du musée d'Auckland, Gilbert Edward Archey, offre à Cranwell un poste de conservatrice dans la section botanique du musée. Il doit ouvrir ses portes en novembre de la même année dans son nouveau bâtiment commémoratif de la guerre, beaucoup plus grand, et ses salles doivent être remplies. Cranwell écrit au sujet de ses premiers mois de travail : « Tout devait être fait avec un minimum de moyens, hélas, et il n'y avait aucun artiste pour aider à rendre les cas séduisants pour l'homme, la femme ou l'enfant. Les gens ne semblaient pas y prêter attention, cependant. Le Dr Archey avait souligné que nous devions nous considérer comme les serviteurs du public ; nous devions accueillir les demandes de renseignements de toutes sortes. ».
En plus de trouver des spécimens botaniques à exposer, elle entreprend également la tâche d'organiser l'herbier Cheeseman, riche de près de 10 000 spécimens. Au cours de ses quatorze années comme conservatrice botanique, elle anime des « trots botaniques » pour les enfants dans des endroits comme l'île de Rangitoto dans le golfe de Hauraki, écrit de courts articles hebdomadaires sur les plantes à destination des enfants dans le journal Auckland Star et collecte plus de 4 000 plantes pour l'herbier.

### Travail sur le terrain

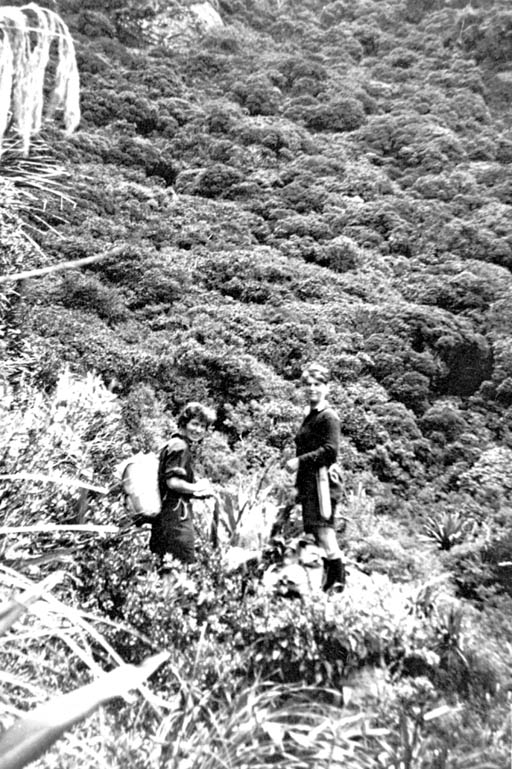
Lucy Moore et Lucy Cranwell à Maungapohatu, 1932

Les travaux entrepris sur le terrain par Cranwell sont parmi les premiers et les plus approfondis entrepris par une femme scientifique en Nouvelle-Zélande. Ils comprennent des voyages dans les anciennes forêts vierges de Podocarpus du King Country à la recherche de parasites des racines, des ascensions au sommet de Te Moehau (en), à la pointe de la péninsule de Coromandel, où elle documente la flore alpine qui s'y trouve, et plusieurs visites à Maungapohatu à Te Urewera. Elle entreprend également une étude des algues marines des îles situées au nord de la Nouvelle-Zélande (une algue verte et une algue rouge portent d'ailleurs son nom). Elle effectue des relevés sur le port d'Auckland et de sa côte ouest entre Muriwai et Piha, et réalise plusieurs voyages pour prélever des échantillons de pollen fossilisé dans les tourbières de l'île du Sud.
Les excursions sur le terrain dans les années 1920 et 1930 sont des tâches difficiles. Cranwell et son amie botaniste Lucy Moore dorment régulièrement dehors dans des sacs de couchage en toile, se réveillant parfois couvertes de givre. Son expérience de terrain amène Cranwell à expérimenter la pensée écologiste et à prendre conscience de la menace que représentent notamment les opossums et les wallabies pour la biodiversité des forêts néo-zélandaises. En 1940, Cranwell publie The Botany of Auckland, le premier ouvrage déterminant sur la flore de la région d'Auckland. 

### Pionnière de la palynologie en Nouvelle-Zélande
Lors d'un voyage en Europe afin de participer au Congrès botanique international d'Amsterdam en 1935, Cranwell est invitée par le professeur Lennart von Post (en), originaire de Stockholm, à découvrir sa méthode d'analyse du pollen fossile. Grâce à la connaissance de cette nouvelle étude de terrain, la palynologie, Cranwell pose les bases d'un tout nouveau domaine de la botanique en Nouvelle-Zélande. Son travail d'analyse du pollen prélevé dans les sédiments des tourbières révèle les croisements botaniques passés de Nouvelle-Zélande et aide à comprendre le passé de la Nouvelle-Zélande, au sein du supercontinent du Gondwana.

### Carrière pendant la Seconde Guerre mondiale
Pendant la Seconde Guerre mondiale, Lucy Cranwell participe à l'effort de guerre en réalisant un livret destiné aux aviateurs alliés abattus, intitulé Food is Where You Find It: A Guide to Emergency Foods of the Western Pacific.  Il détaille, avec des illustrations, quels poissons et quels végétaux les pilotes abattus peuvent manger. Le livret est extrêmement populaire et cinq réimpressions suivent le tirage initial de 5 000 exemplaires. Cranwell recommande également au ministère des Travaux publics de planter des acacias, de l'herbe de la pampa et des capucines partout en Nouvelle-Zélande, afin que ces plantes puissent être consommées comme rations d'urgence ou comme aliment pour le bétail. 
Cranwell épouse en 1943 le capitaine Samuel Watson Smith (1897-1993) de la 13e US Airforce, avocat qui deviendra plus tard un chercheur en archéologie. Ils déménagent en Arizona, aux États-Unis en 1944. Ils ont un fils, Benjamin Watson Smith. Après avoir travaillé à l'université Harvard, Cranwell devient adjointe de recherche en palynologie à l'université de l'Arizona à Tucson. Elle acquiert une reconnaissance internationale pour ses travaux dans ce domaine, notamment sur les microfossiles végétaux du Gondwana. Même après avoir déménagé aux États-Unis, Cranwell reste fortement intéressée par la flore néo-zélandaise, devenant l'un des premiers mécènes de la Waitākere Ranges Protection Society en 1973. 
Lucy Cranwell meurt le 8 juin 2000 à l'hôpital à Tucson, des suites d'un cancer.

## Récompenses et distinctions
Lucy Cranwell est nommée membre de la Linnean Society of London en novembre 1937, « en reconnaissance des travaux de recherche botanique effectués en Nouvelle-Zélande et en Suède et en raison des efforts qu'elle a déployés pour stimuler l'intérêt pour la botanique grâce à son poste au Musée d'Auckland ». La même année, elle remporte le premier prix de conservation de Nouvelle-Zélande, la Loder Cup. Elle reçoit la médaille Hector de la Société royale de Nouvelle-Zélande en 1954, et devient la première femme à être ainsi distinguée.
Lucy May Cranwell Smith est élue membre de la Société royale de Nouvelle-Zélande en 1944 ; elle est la deuxième femme à en faire partie,. En 1992, Cranwell reçoit un doctorat honorifique en sciences de l'université d'Auckland. 
En 2017, Cranwell est sélectionnée parmi les « 150 femmes en 150 mots » de la Société royale de Nouvelle-Zélande, célébrant les contributions des femmes au savoir en Nouvelle-Zélande. 

## Héritage
Après sa mort, son nom a été donné à une médaille, la médaille Cranwell, décernée par l'Association des scientifiques de Nouvelle-Zélande à un chercheur en exercice, afin de récompenser son excellence dans la communication scientifique au grand public, et ce dans n'importe quel domaine scientifique ou technologique. En 2017, cette médaille est rebaptisée Science Communicator Medal to honour Cranwell, celle-ci étant une remarquable communicatrice scientifique— à une époque où cette communication est très peu reconnue. Le premier gagnant est la physicienne Ocean Mercier. 
La maison d'enfance de Cranwell à Henderson, achetée par son père à Thomas Henderson, un homme politique néo-zélandais, est offerte à la ville de Waitakere par la famille Cranwell. Elle abrite désormais Cranwell Park,.  
Une espèce de graminées endémique de Nouvelle-Zélande, Festuca luciarum, porte le nom de Lucy, à la fois en son honneur et en celui de Lucy Moore (en). Une piste de tramping à Anawhata, sur la côte ouest des chaînes Waitākere, sport dont Cranwell est une ardente promotrice, porte le nom de Cranwell. 